# Mönchgraben
Mönchgraben ist ein Ort im Traun-Enns-Riedelland an der Donau in Oberösterreich und Stadtteil und Katastralgemeinde von Linz, und gehört zum Statistischen Bezirk Ebelsberg.

## Lage
Mönchgraben liegt im äußersten Süden von Linz, an der Kante der Traun-Enns-Platte zum Linzerfeld südlich der Traunmündung. Der Mönchgraben ist die Talmulde des oberen Mönchgrabenbachs.
Der Ort Mönchgraben selbst liegt am Taleingang und umfasst etwa 30 Häuser.
Die Katastralgemeinde Mönchgraben grenzt im Nordwesten an die Katastralgemeinde Ebelsberg, im Nordosten an die Katastralgemeinde Pichling und im Süden an die Katastralgemeinde Gemering (Gemeinde Sankt Florian). Sie umfasst eine Fläche von 176 Hektar und ist damit die kleinste Katastralgemeinde des Stadtteils Ebelsberg. 
In der Katastralgemeinde liegen im Norden Teile des Schiltenbergs (337 m ü. A.), auf dem früher auch Weinbau betrieben wurde. Im Südwesten liegt der Schlüsselwald. Die Westautobahn führt im Norden durch Mönchgraben.
| Ufer (Stt.) ∗          |                                                              | Traundorf                                                        |
| Ebelsberg (Stt. u. KG) | Kompassrose, die auf Nachbargemeinden zeigt                  | Pichling (Stt. u. KG) Tödling (Gem. St. Florian, Bez. Linz-Land) |
|                        | Ölkam Gemering (KG) (beide Gem. St. Florian, Bez. Linz-Land) |                                                                  |

∗ Die KG Ufer grenz nicht direkt an.

## Geschichte und Infrastruktur
Beim Bau der Westautobahn 1938 wurden Terrassen des ehemaligen Weinbaus am Schiltenberg freigelegt. Weitere Bauarbeiten in den 1950er Jahren förderten zwei römische Altäre zu Tage, die Victoria und Herkules geweiht waren. Sie befinden sich heute im Schlossmuseum Linz. 
Mönchgraben, im Dialekt „Minigraben“ gesprochen, wurde vermutlich nach dem Eigennamen Muno benannt. Wegen seiner versteckten Lage kam der Ort zeitweise in den Verdacht, Diebe und Hehler zu beherbergen. Besonders in Verruf dürfte der Freithof gestanden haben, ein anderes Haus wurde auf Grund dieses Verdachts sogar aus der Herrschaft Ebelsberg entfernt.
Mönchgraben wird 1471 im Zehentregister des Stiftes Sankt Florian genannt, das sechs Lehen in München zählte. Diese Lehen sind in den später konskribierten Häusern 1 bis 7 zu suchen. 1771 gehörte Mönchgraben zur Pfarre Sankt Florian und umfasste 21 Häuser. Die Häuser 1 bis 14 wurde später  in die Pfarre Ebelsberg eingepfarrt, bei den übrigen Gebäuden blieb die Pfarrzugehörigkeit bestehen. Einem Brand fielen im Juli 1859 sechs Häuser zum Opfer.
Auf Grund der abgelegenen Lage änderte sich die pfarrliche und schulische Zugehörigkeit der Ortschaft mehrmals. 1940 gehörte der Mönchgraben noch gänzlich zur Pfarre Ebelsberg, 1965 wurde der östliche Teil der Ortschaft auf Höhe der Hausnummer 1 der neuen Pfarre Sankt Paul (Pichling) zugeteilt. Die gleiche Grenze wurde in schulischen Belangen angewendet. Zu Mönchgraben zählte auch die Konskriptionsortschaft Ölkam, die heute zu St. Florian gehört.
Abgesehen von einer Einfamilienhaussiedlung die in den 1950er und 1960er Jahren am Auergütlweg im Nordwesten der Katastralgemeinde entstand, kam es mit Ausnahme des Autobahnbaus zu keinen gravierenden baulichen Veränderungen in der Landschaft Mönchgrabens. Große Teile der Katastralgemeinde sind als Grünland gewidmet und werden von den noch bestehenden Bauernhöfen aus landwirtschaftlich genutzt.
Ein Bildstock aus der Mitte des 18. Jahrhunderts steht unter Denkmalschutz (Liste).